# Brzozowo Wielkie
Brzozowo Wielkie – wieś w Polsce położona w województwie mazowieckim, w powiecie przasnyskim, w gminie Krasne.
W skład sołectwa Brzozowo Wielkie wchodzi także wieś Szlasy-Leszcze
| SIMC    | Nazwa          | Rodzaj    |
| ------- | -------------- | --------- |
| 0117162 | Szlasy-Leszcze | część wsi |